# Méthyllysine
Une méthyllysine est un dérivé méthylé de la lysine, laquelle est un acide aminé protéinogène. Les méthyllysines se forment à la suite d'une modification post-traductionnelle de certaines protéines, sous l'effet d'enzymes appelées protéine-lysine N-méthyltransférases (EC 2.1.1.43) apparentées aux histone méthyltransférases.

L-Lysine
N6-Méthyl-L-lysine
N6,N6-Diméthyl-L-lysine
N6,N6,N6-Triméthyl-L-lysine

Les résidus méthylés de lysine jouent un rôle important dans la régulation épigénétique de l'expression génétique. La méthylation de résidus de lysine spécifiques de certaines histones d'un nucléosome pourrait modifier les interactions de ces histones avec l'ADN environnant ce qui modifierait à son tour l'expression des gènes portés par cet ADN. En effet, les groupes méthyle sont plus gros que les atomes d'hydrogène qu'ils remplacent, de sorte que leur présence affaiblit les interactions électrostatiques entre le squelette de l'ADN, porteur d'une charge électrique négative au niveau de chacune de ses liaisons phosphodiester –PO4−–, et les résidus de lysine des histones, porteurs chacun d'une charge électrique positive au niveau du groupe ammonium –NH3+. De plus, les groupes méthyle sont hydrophobes, ce qui modifie la distribution des molécules d'eau en leur voisinage,.
Il est possible cependant que la méthylation des histones (en) ne modifie pas directement leur interaction avec l'ADN mais agisse plutôt en facilitant le recrutement d'autres protéines modulant la structure de la chromatine.